# Municipio de Newton (condado de Carroll)
El municipio de Newton (en inglés: Newton Township) es un municipio ubicado en el condado de Carroll en el estado estadounidense de Iowa. En el año 2010 tenía una población de 468 habitantes y una densidad poblacional de 5,08 personas por km².

## Geografía
El municipio de Newton se encuentra ubicado en las coordenadas 41°54′23″N 94°48′9″O / 41.90639, -94.80250. Según la Oficina del Censo de los Estados Unidos, el municipio tiene una superficie total de 92.18 km², de la cual 92,18 km² corresponden a tierra firme y (0 %) 0 km² es agua.

## Demografía
Según el censo de 2010, había 468 personas residiendo en el municipio de Newton. La densidad de población era de 5,08 hab./km². De los 468 habitantes, el municipio de Newton estaba compuesto por el 99,79 % blancos, el 0,21 % eran afroamericanos. Del total de la población el 0,21 % eran hispanos o latinos de cualquier raza.